# Durchblutungsfördernde Mittel
Zu den durchblutungsfördernden Mitteln oder entsprechenden Medikamenten zählen eine Reihe von chemisch unterschiedlichen Stoffen, die überdies sowohl in ihrer Anwendung (peroral, äußerlich), als auch in ihrer Wirkung unterschiedlich sind. Die Bezeichnung durchblutungsfördernde Mittel ist hierbei nicht unproblematisch und eigentlich zu eng gefasst.
Eingesetzt werden:
- vasoaktive Substanzen aus der Gruppe der β-Sympathomimetika
- vasoaktive Substanzen aus der Gruppe der α-Sympatholytika
- Nicotinsäure und ihre Derivate

Zur Behandlung zerebraler und peripherer Durchblutungsstörungen:
- Bencyclan
- Cyclandelat
- Naftidrofuryl
- Pentoxifyllin

Des Weiteren kommen bei Muskelkater, Hexenschuss, Rheuma und Arthrose zum Einsatz:
- Franzbranntwein (teils mit Gehalt an Kampfer und Menthol)
- Latschenkiefernöl
- Fichtennadelöle
- Capsaicin (Pflaster mit Extrakten aus Cayennepfeffer)
- Arnikapräparate (Salben und Öle)
- Ginkgopräparate[1]
- Gewöhnliche Rosskastanie (Salbe)[5]